# Parc national de Kakum

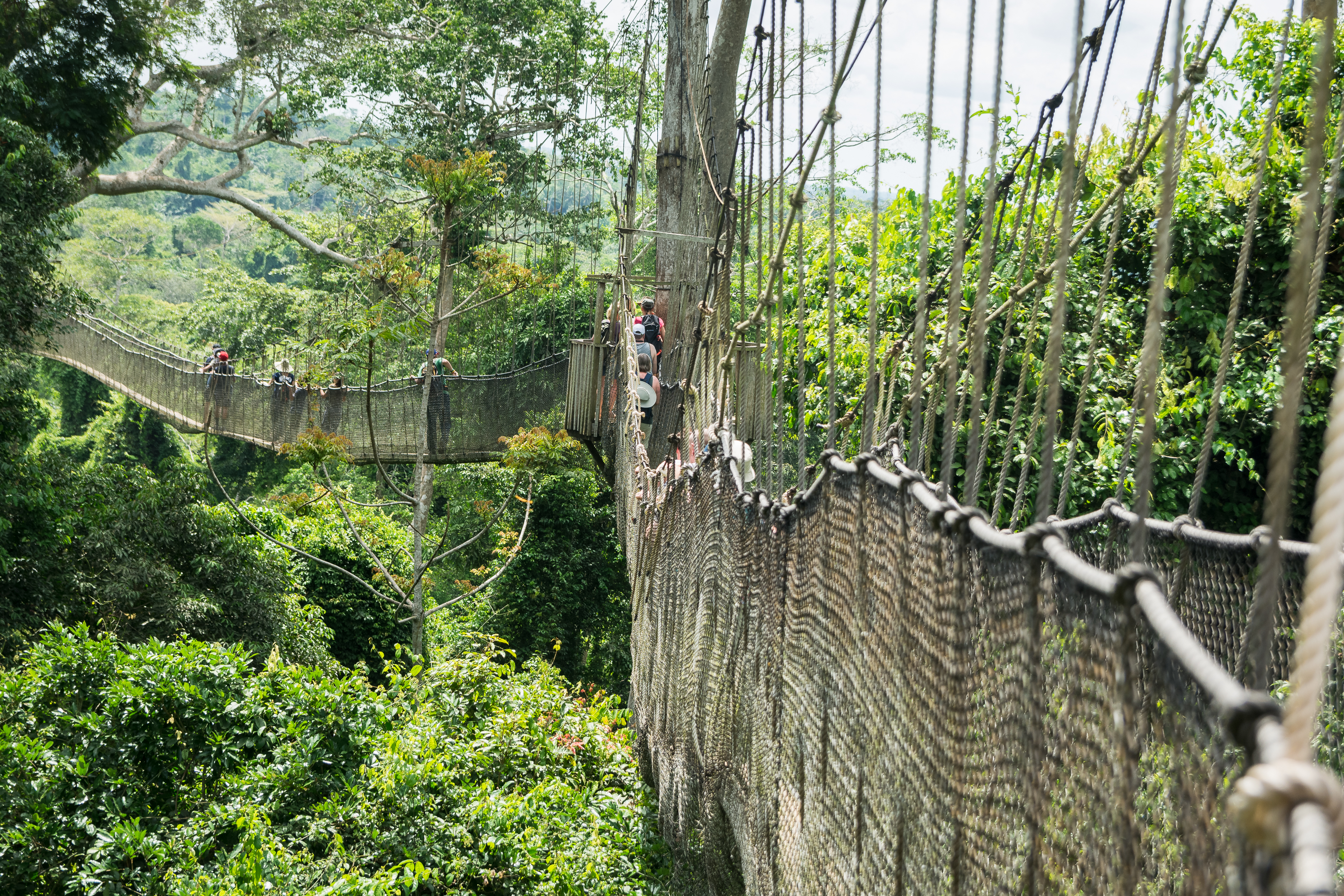
Une passerelle pour se promener dans la canopée dans le parc national de Kakum. Avril 2019.

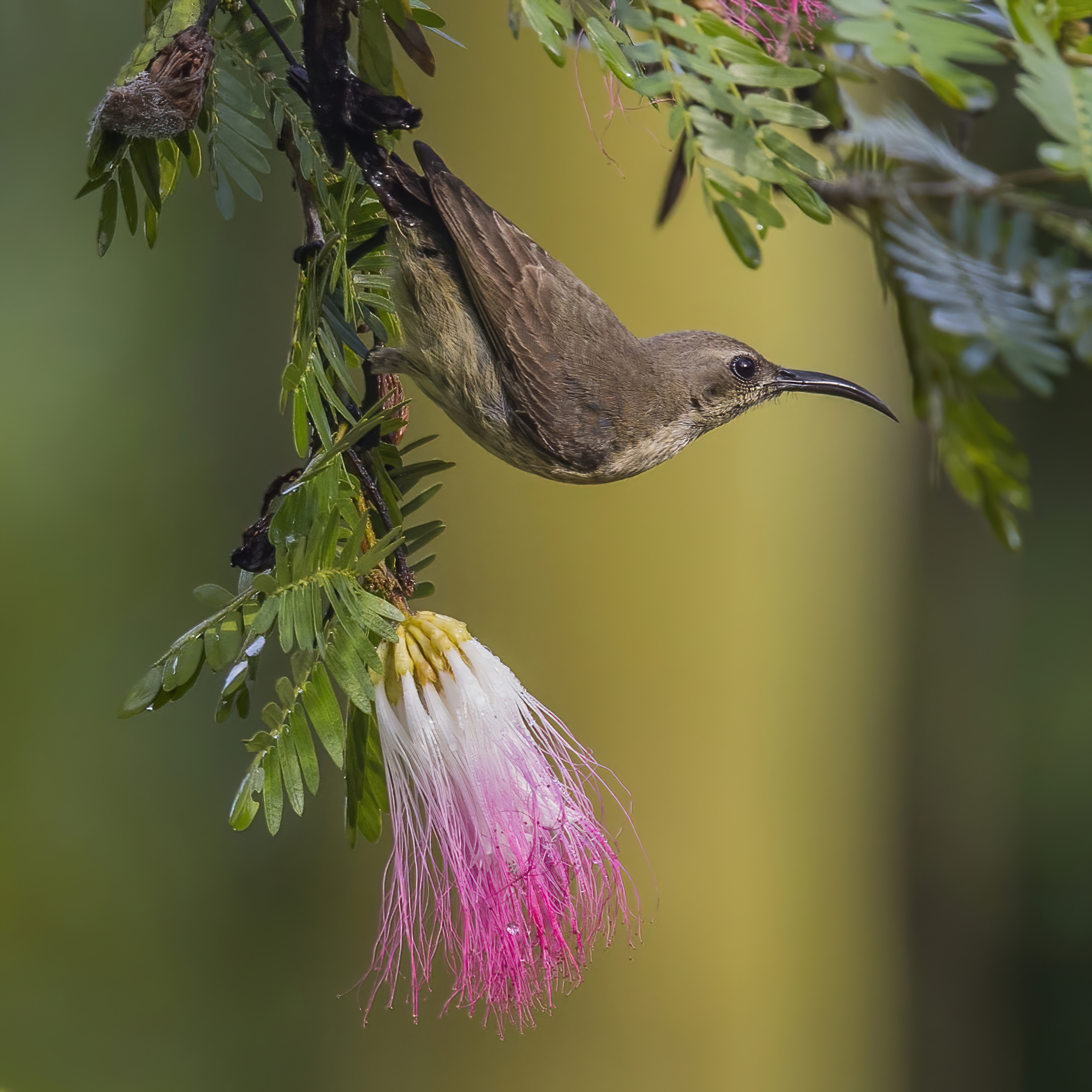
Une souimanga cuivré au dessus d'une fleur d'Albizia julibrissin dans le parc national de Kakum. Novembre 2021.

Le parc national de Kakum (en  Kakum  Park) est un parc national ghanéen situé dans le sud du pays, dans la région du Centre.
Créé en tant que réserve en 1931, il a été reconnu parc national en 1991.
Il recouvre une région de forêt tropicale humide et contient notamment des passerelles (ok) qui traversent à une quarantaine de mètres de hauteur la canopée.